# Coercitivitat

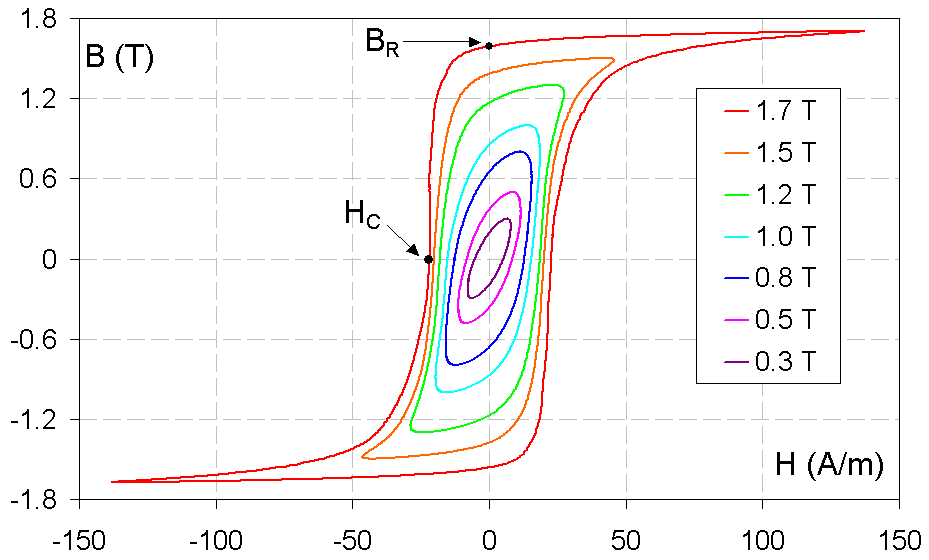
Una família de bucles en acer elèctric (B_{R} denota romanència i H_{C} és la coercitivitat).

La coercitivitat en la ciència dels materials, també anomenada camp coercitiu o energia coercitiva, és la mesura de la capacitat que té un material ferromagnètic o ferroelèctric de mantenir un camp magnètic extern o un camp elèctric.
Per a un material ferromagnètic la coercitivitat és la intensitat requerida d'un camp magnètic aplicat per a reduir la magnetització d'aquest material a zero després que la magnetització de la mostra s'ha portat a la saturació magnètica. Així la coercitivitat mesura la resistència d'un material ferromagnètic a esdevenir desmagnetitzat. La coercitivitat normalment es mesura en les unitats d'oersted o ampere/metre i es designa HC. Es pot mesurar usant un B-H Analyzer o un magnetòmetre.
Els materials ferromagnètics amb alta coercitivitat s'anomenen durs magnèticament (hard materials) i s'usen per a fer imants permanents que tenen aplicacions, per exemple en motors elèctrics o hard drives, en separació de materials per magnetisme, etc.
Els materials amb baixa coercitivitat (soft) s'usen en transformadors i inductors, microones, etc.

## Determinació experimental
| Material                                                | Coercitivitat [Oe (A/m)]            |
| ------------------------------------------------------- | ----------------------------------- |
| Supermalloy manganès:6ferro:27nickel:molibdè,           | 0.002 (0.00016)                     |
| Permalloy ferro,níquel                                  | .01–1 (0.00080–0.07958)             |
| .9995 ferro–filings                                     | 0.05–470 (0.0040–37.4014)           |
| Acer elèctric (11Fe:Si)                                 | 0.4–0.9 (0.032–0.072)               |
| Ferro cru (1896)                                        | 2 (0.16)                            |
| .99 Nickel                                              | 0.7–290 (0.056–23.077)              |
| Imant de ferrita pel magnetró ZnxFeNi1-xO₃              | 15–200 (1.2–15.9)                   |
| 2Fe:Co, Iron pole                                       | 240 (19)                            |
| >.99 cobalt                                             | 10–900 (0.80–71.62)                 |
| alnico                                                  | 640–2000 (51,000–160,000)           |
| crom:cobalt:platí, disk drive                           | 1,700 (140)                         |
| imant de neodimi NdFeB                                  | 10,000–12,000 (800,000–950,000)     |
| 12 ferro:13 platí, Fe48Pt52                             | >= 12,300 (980)                     |
| ?(disprosi, niobi, gal·li,cobalt):2neodimi:14 ferro:bor | 25,600-26,300 (2,040,000–2,090,000) |
| 2 samari: 17 ferro:3 nitrogen (10 K)                    | <500–35,000 (40,000–2,800,000)      |
| imant de samari-cobalt                                  | 40,000 (3,200,000)                  |

Típicament la coercitivitat d'un material magnètic es determina pel mesurament de la histèresi del bucle (loop), també anomenada corba de magnetització, com apareix en la imatge.